# Tillandsia cardenasii
Tillandsia cardenasii är en gräsväxtart som beskrevs av Lyman Bradford Smith. Tillandsia cardenasii ingår i släktet Tillandsia och familjen Bromeliaceae. Inga underarter finns listade i Catalogue of Life.